# Kenshin Himura
(Kenshin a Katsura dopo la morte di Tomoe)
Kenshin Himura (緋村 剣心?, Himura Kenshin) è un personaggio fittizio del manga Kenshin - Samurai vagabondo di Nobuhiro Watsuki. È il protagonista della serie e si caratterizza per la sua qualità di non-uccisore. Ha i tratti molto delicati, viene spesso scambiato per un effeminato, è basso di statura, ha i capelli castano-rossi e ha una vistosa cicatrice a forma di croce sulla guancia sinistra.

## Storia

### Le Origini
Il vero nome di Kenshin è Shinta; mantenne il suo nome fino a 8 anni circa, cioè quando incontrò per la prima volta Seijūrō Hiko. Shinta perse i suoi familiari poiché morirono di colera e fu preso in custodia da alcuni mercanti. Una notte dei briganti assalirono i suoi tutori, che lo protessero affinché rimanesse in vita. Fu allora che comparve Seijūrō Hiko che si liberò dei briganti a colpi di katana. Il giorno seguente Hiko si accorse che Shinta aveva dato degna sepoltura non solo ai mercanti, ma anche ai briganti che lo avevano attaccato. Mosso da curiosità e compassione, Hiko decide di insegnare al ragazzino le tecniche di spada della scuola Hiten Mitsurugi e cambiò il suo nome da Shinta in Kenshin, perché era un nome meno dolce e più adatto a un guerriero.

### Lo Shogunato di Kyoto
Impaziente di combattere per migliorare il mondo, Kenshin si allontana ancora giovane dal suo maestro Seijūrō Hiko e si appresta ad andare a Kyoto per proteggere le persone. A Kyoto finisce con l'affiliarsi agli Ishin Shishi e diventa un assassino: il temibile Battōsai. Battōsai il tagliatore di uomini prende questo nome a causa della sua bravura nell'usare la tecnica Batto, cioè la massima esecuzione in velocità dell'estrarre la katana dal fodero per uccidere l'avversario. I principali nemici di Kenshin alla fine dello Shogunato sono gli Shinsengumi, una specie di squadrone di polizia chiamati i Lupi di Mibu, tra le cui file c'è il temibile Hajime Saitō. Durante una delle tante colluttazioni Kenshin incontra Tomoe Yukishiro, donna che diventerà fondamentale per far risvegliare Kenshin dal suo torpore di assassino Battōsai. Tomoe diventerà la "finta" moglie di Kenshin per ordine di Iizuka, il suo osservatore, che in realtà è una spia. Nel periodo in cui Kenshin e Tomoe vivono insieme come marito e moglie il giovane spadaccino finisce davvero per innamorarsi della ragazza, ricambiato da Tomoe, malgrado questa nutra segretamente desideri di vendetta verso l'assassino per aver ucciso il suo promesso sposo.

### Lo scontro finale
Kenshin viene a sapere da Iizuka che in realtà Tomoe vuole ucciderlo e quindi entra in uno stato confusionale e va alla ricerca disperata della moglie. La quale lo ha lasciato da solo per dirigersi a un raduno di assassini con i quali aveva progettato, già da tempo, di scoprire il punto debole di Battosai per assassinarlo. Tuttavia Tomoe, innamorata di Kenshin e desiderosa di proteggerlo, mente nella speranza di salvarlo. Scopre invece di essere stata ingannata e usata per creare un punto debole nel leggendario assassino che non risultava averne, almeno fino a quel momento; il punto debole di Battosai è infatti lei stessa. Nel frattempo Kenshin viene attaccato ripetutamente dai sicari, subendo gravi ferite a vista e udito. Alla fine riesce ad arrivare al capo degli insurrezionisti e, dopo uno scontro all'ultimo sangue, riesce ad avere la meglio. Tuttavia è necessario il sacrificio di Tomoe, che si frappone tra i due combattenti proteggendo Battosai e venendo trafitta dalla sua spada assieme al capo sicario. Kenshin promette all'amata che contribuirà all'instaurazione della nuova epoca Meiji e che dopo non ucciderà più nessuno.

### La cicatrice a forma di Croce
C'è una leggenda o meglio una superstizione per cui una ferita inflitta con odio è destinata a non rimarginarsi mai e a sanguinare per sempre. Kenshin durante un omicidio viene ferito al volto da un uomo che desiderava sopravvivere poiché stava per sposarsi. Questi fu uno dei pochi che sia mai riuscito a ferire così vistosamente Battōsai Himura e il taglio verticale che gli ha provocato continuava a sanguinare nonostante le cure. L'uomo che uccise Kenshin in realtà era il futuro marito di Tomoe. Durante lo scontro finale Tomoe viene trafitta proprio da Kenshin e nel cadere esanime ferisce Kenshin al volto con il suo pugnale. Si formerà così una cicatrice a forma di croce che caratterizzerà l'assassino Battōsai. La ferita non sanguinerà più, tuttavia non si rimarginerà neppure, almeno fin quando Kenshin non riuscirà a stare di nuovo bene con sé stesso.

### Il periodo di Tokyo
Alla fine del Bakumatsu, con la caduta dello Shogunato e l'instaurazione del governo Meiji, Kenshin inizia a girovagare per il Giappone. Nonostante sia passata la legge per cui è vietato portare la spada, Kenshin è sempre accompagnato da una sakabato ossia una katana con la lama sul dorso. Kenshin ha ormai deciso di non ammazzare più nessuno e dopo dieci anni passati errando per il Paese del Sol Levante arriva nella capitale dove incontra la signorina Kaoru Kamiya; dopo averle salvato la vita e la palestra, Kenshin accetta l'invito di Kaoru e si installa da lei ricambiando l'ospitalità con dei lavoretti domestici. Kenshin divide la casa anche con Yahiko Myōjin un giovane allievo di Kaoru; e Sanosuke Sagara, un ex attaccabrighe che si schiera dalla parte dei più deboli. A Tokyo Kenshin viene però ancora ricordato da molti come l'assassino Battōsai e viene spesso attaccato da chi rivendica vendetta o potere. Nonostante avesse potuto accettare una carica importante al governo, Kenshin ha rifiutato più volte in quanto scontento che la nuova era sia stata forgiata grazie alle vittime da lui stesso provocate.

### Il ritorno a Kyoto
Dopo un anno di permanenza a Tokyo, Kenshin viene chiamato dall'onorevole Ookubo a far ritorno a Kyoto per assassinare Makoto Shishio, che nel frattempo ha messo su un'armata formata da dieci combattenti molto forti. Kenshin torna dunque a Kyoto e grazie all'aiuto degli Oniwabanshu riesce a mettersi in contatto col suo vecchio maestro Seijūrō Hiko e col figlio del forgiatore della sua sakabato, il signor Seiku. Dal suo maestro apprende i segreti della scuola Hiten Mitsurugi e grazie al signor Seiku ottiene la shinuchi della sua sakabato, cioè la spada gemella più potente. Coadiuvato da Saito e Sanosuke, Kenshin affronta prima Aoshi Shinomori, poi Soujiro Seta e infine Makoto Shishio. Quest'ultimo non sembra arrendersi alla spada di Kenshin, sembra anzi superiore, ma alla fine muore a causa delle sue bruciature e della violenza dello scontro.

### Jinchu

Kenshin Himura

Jinchu è la "Sentenza pronunciata da un uomo" e si contrappone al Tenchu che è la "Sentenza pronunciata da Dio". Dopo aver fatto ritorno al dojo, Kenshin trova un foglio con su scritto Jinchu appeso alla porta della palestra. Entra così in uno stato di confusione e tristezza; inizia a raccontare ai suoi amici la storia del suo passato, di quando uccideva gli uomini per volere di Dio (da qui il Tenchu), a quando è morta sua moglie Tomoe. A lasciare il foglio è stato Enishi Yukishiro, il cognato di Kenshin, il quale medita vendetta da oltre 15 anni nei confronti del samurai. Enishi recluta sei uomini per attaccare la palestra Kamiya e dopo lo scontro uccide Kaoru Kamiya. Kenshin cade in una profonda depressione e si rifugia in un ghetto per disagiati. In realtà Enishi si era servito di un manichino particolare per inscenare la morte di Kaoru, che in realtà è ancora viva. Con l'aiuto di un vecchietto (che poi si scoprirà essere il padre di Enishi e Tomoe) Kenshin si riprende e quando ritorna al dojo viene a sapere che Kaoru è ancora viva. Così Kenshin insieme a Yahiko, Sanosuke Sagara, Aoshi Shinomori e Hajime Saitō si apprestano a combattere Enishi Yukishiro e i suoi scagnozzi. La bravura di Enishi è palese, ma ora che Kenshin ha trovato la risposta che tanto anelava è diventato imbattibile. Così Enishi viene sconfitto e poi arrestato.

### Ritiro
Dopo la sconfitta di Enishi Yukishiro a casa Kamiya c'è un bel trambusto. La dottoressa Megumi torna ad Aizu per esercitare la professione di medico; Sanosuke parte per il continente alla ricerca di nuove risse e soprattutto per sfuggire al mandato di cattura emesso nei suoi confronti; Aoshi Shinomori torna a Kyoto assieme alla giovane Misao; Hajime Saitō si è fatto trasferire in un altro commissariato dopo aver disertato lo scontro finale contro Kenshin.
Dopo cinque anni un personaggio nuovo si aggiunge, è Kenji Himura, un piccolo frugoletto figlio di Kaoru e Kenshin. Anche Yahiko è cresciuto e ora è il secondo spadaccino più forte di tutto il Giappone. Dopo un ultimo scontro con Kenshin, questi riceverà in dono la sua sakabato. Così Kenshin si ritira per sempre dai combattimenti, anche perché il suo corpo è logorato dalle infinite battaglie che ha dovuto affrontare, e si appresta a vivere una nuova vita con la sua famiglia.

### Capitolo del Tempo (OAV)
La storia nell'OAV tratta in parte da alcuni capitoli del manga, è ambientata durante e dopo gli eventi della serie (non tratti dal manga), e si concentra principalmente sugli ultimi anni di Kenshin e Kaoru.
Dopo circa dieci anni dal ritiro di Kenshin, questi soffre ancora del rimorso di vivere una vita felice nonostante il suo passato da assassino. Decide perciò di tornare a vagabondare, fortemente supportato anche da Kaoru, la quale gli promette di accoglierlo sempre con un sorriso assieme a suo figlio. Kenshin però è devastato da una malattia, la cui cura era allora sconosciuta (lebbra). Himura decide comunque di assistere il Governo Meiji nella Prima guerra sino-giapponese. Una volta terminata la guerra, Sanosuke ritrova Kenshin gravemente ferito e naufragato su una spiaggia in Asia, e provvede ad organizzare il ritorno di Kenshin a Tokyo da Kaoru. I due finalmente si incontrano e Kenshin crolla tra le braccia dell'amata, non appena lei lo afferra Kaoru si accorge allora che la cicatrice a forma di croce di Kenshin scompare dalla sua guancia sinistra; questo avvenimento sta a significare la sua morte, nonché il fatto di aver espiato i suoi peccati.

## Tecniche
La tecnica di spada usata da Kenshin è la Mitsurugi Hiten, una tecnica arcaica risalente all'epoca delle guerre, tramandatagli dal suo maestro Seijūrō Hiko. In tutto il corso del manga si vedranno man mano tutte le tecniche, da quelle basilari alle più complicate, fino ad arrivare agli ultimi segreti della scuola di spada più micidiale che sia mai esistita.
- Battou Jutsu (Tecnica di estrazione della spada) Questa è una tecnica particolare di estrazione della spada. Il samurai si pone in guardia destra, con una mano sul fodero della katana e l'altra pronta a estrarre la spada. Facendo un passo avanti con il piede destro estrae rapidamente la spada, che scorrendo nel fodero acquista velocità e se colpisce l'avversario è in grado di ucciderlo in un solo colpo tagliandolo a metà. Kenshin è soprannominato Battōsai proprio per l'incredibile bravura nell'uso di questa tecnica.
- Dou Ryu Sen (Lampo del dragone del suolo) Si colpisce il terreno con la spada sollevando dal suolo frammenti di roccia e terra che colpiscono l'avversario. In sé l'attacco non è devastante, ma coglie l'avversario di sorpresa e permette di effettuare altre tecniche.
- Hi Ryu Sen (Lampo del drago volante) È un attacco a sorpresa con la spada ancora inguainata. Si tiene saldamente con la mano sinistra il fodero, poi con una rotazione dei fianchi verso destra, si permette alla spada di uscire, come una freccia. È una mossa molto particolare.
- Modoshi giri (Taglio che si rimargina) Consiste nel tagliare una cosa senza distruggerne le cellule; la velocità che con cui la spada taglia il bersaglio e la precisione del taglio stesso sono così elevati che è possibile ricongiungere i pezzi, i quali si rigenerano.
- Ryu Kansen (Colpo del vento del drago) È una mossa di contrattacco. Dopo aver usato la velocità divina per evitare un attacco, usa questa mossa per dare un colpo dietro al collo dell'avversario. Se si usasse una vera katana questo colpo risulterebbe più che letale.
- Ryu Kansen Arashi (Colpo della tempesta del drago) È una variante del Ryu Kansen. Chi la usa si rannicchia e si lancia roteando contro l'avversario per poi estrarre la spada.
- Ryu Kansen Kogarashi (Colpo della spirale del drago) Versione più potente del Ryu Kan Sen. Il bersaglio di questa tecnica è il collo avversario.
- Ryu Kansen Tsumuji (Lampo del dragone a turbine) È uno dei contrattacchi più potenti ed efficaci. Quando l'avversario attacca, Kenshin usa la velocità divina, salta in direzione dell'offensiva, la evita roteando e termina il tutto con un poderoso colpo dietro la nuca del nemico.
- Ryu mei sen (Colpo del drago che grida) È una tecnica di Notoujutsu, ovvero rinfodero della spada. Rinfoderando la spada ad altissima velocità si genera un ultrasuono che stordisce momentaneamente l'avversario.
- Ryu Shosen (Colpo del drago che sale) È una delle tecniche più letali. È usata per contrastare qualsiasi attacco dall'alto. Quando la potenza della lama che colpisce verso l'alto si scontra con la velocità dell'avversario che discende, l'impatto è assolutamente tremendo. Kenshin impugna la spada con entrambe le mani, una sul manico e l'altra sotto l'elsa, e saltando colpisce il collo o il mento dell'avversario.
- Ryu sou sen (Colpo doppio del drago) È una forma primitiva di Kazu Ryusen. Questa mossa colpisce i nove punti vitali molto velocemente, ma non contemporaneamente. È una mossa utile contro avversari molto resistenti o molto lenti.
- Ryu sou Sen Garami (Colpo doppio del drago alla testa) È un'alternativa del Soryu Sen; invece di colpire i punti vitali velocemente, l'attacco si focalizza su un punto ben preciso (ad es. il busto o la testa) e colpisce con gran velocità.
- Ryu Tsuisen (Colpo del drago martellante) È una delle mosse basilari dello stile. Questa mossa è la più usata da Kenshin, poiché la maggior parte dei suoi avversari ha difficoltà a contrastare gli attacchi dall'alto. Si tratta comunque di un semplice ma potente fendente che discende dall'alto.
- Ryu Tsuisen Zan (Taglio a martello del drago) È una variante del colpo del drago martellante, ma invece di colpire dall'alto, la spada è tutta dritta come se volesse trafiggere.
- Ryu Tsui Sho Sen (Colpo a Martello del drago che sale) È una combinazione delle due tecniche Ryu Tsui Sen e Ryu Sho Sen. L'attaccante comincia con il Ryu Tsui Sen e appena arrivato al suolo cambia direzione eseguendo il Ryu Sho Sen.
- Soryu Sen (Lampo dei due dragoni) È molto efficace come attacco a sorpresa. Se la tecnica Batto fallisce l'obiettivo, colui che la effettua è molto vulnerabile. Per contrastare il nemico che approfitta di questa situazione si usa il saya (fodero) come arma.
- Soryu Sen Izakuchi (Lampo dei draghi gemelli) È usata molto raramente, ma si tratta sempre del Soryu Sen, solo che qui è il fodero a sferrare il primo attacco e poi viene usata la spada. È una tecnica che serve ad ingannare il nemico.
- Kuzu Ryu Sen (Lampo del drago a nove teste) Questa mossa colpisce simultaneamente tutti e nove i punti vitali del corpo, ed è impossibile difendersi o evitarla. Comunque, questa mossa è usata come una prova per l'Ama Kakeru Ryu no Hirameki. Quella è l'unica mossa che può annullare il Kuzu Ryu Sen.
- Ougi: Ama Kakeru Ryu no Hirameki (Lampo del drago che si innalza nel cielo) Questa tecnica è l'Ougi, ovvero l'ultimo segreto dell'Hiten Mitsurugi Ryu ed è la difesa migliore contro il Kuzu Ryu Sen. Questo attacco è talmente potente che normalmente il maestro muore per mano dell'allievo che l'acquisisce. L'Ama Kakeru Ryu no Hirameki è la tecnica Batto più veloce in assoluto perché invece che essere effettuata portando avanti la gamba destra (in questo modo si evita di tagliarsi) viene portata dalla gamba sinistra. È quindi una tecnica molto pericolosa non solo per l'avversario, ma anche per chi la usa. È un attacco imparabile e impossibile da schivare, tuttavia nel caso venga evaso, la forza generata dal movimento della spada "rompe" l'aria intorno ai due avversari e il colpo successivo della tecnica arriva sul bersaglio con il doppio della potenza. Solamente chi ha una forte volontà di vivere e nessuna intenzione di morire può padroneggiare questa tecnica.